# Divini Redemptoris
Divini Redemptoris [promissio] — en français: [la promesse] du Divin Rédempteur — est une lettre encyclique du pape Pie XI, publiée le 19 mars 1937, portant sur le « communisme athée » et déclarant qu'il est « intrinsèquement pervers » et que « l'on ne peut admettre sur aucun terrain la collaboration avec lui de la part de quiconque veut sauver la civilisation chrétienne ».

## Contexte historique
L'athéisme est un problème de civilisation qui inquiète de plus en plus l'Église catholique. Déjà en 1934 le supérieur général des Jésuites, Vladimir Ledóchowski,  créa un secrétariat pour lutter contre l'athéisme, particulièrement militant dans le marxisme-léninisme de l'époque. Son directeur, le père Joseph Ledit, rassemble une documentation et publie un bulletin (Lettres de Rome) (en cinq langues) qui compte plus de mille abonnés. C'est vers ce groupe de jésuites (avec Gustave Desbuquois) que Pie XI se tourne lorsqu'il envisage de condamner le communisme athée. 
Dans un acte d'équilibre politique Pie XI publie à quelques jours de distance l'encyclique Mit brennender Sorge'' en allemand (le 10 mars 1937) condamnant le nazisme et quelques jours plus tard (19 mars) celle-ci - Divini Redemptoris - condamnant le communisme athée, dont les conséquences sont perçues dans la guerre d'Espagne. Le massacre systématique de prêtres et religieuses horrifie l'Église catholique Avant le coup d'État de Franco, des bandes armées, composées d'anarchistes avec le soutien du Parti communiste espagnol, pillaient les églises et les incendiaient. La chasse au prêtres et religieux était féroce. Pour le pape il était urgent de parler.  

## Contenu
(Les chiffres correspondent aux numéros de sections.)
1. Le communisme athée (1 à 3)
2. Attitude de l'Église en face du communisme (4 à 7)
  1. Condamnations antérieures (4)
  2. Actes du présent pontificat (5)
  3. Nécessité d'un nouveau document solennel (6 à 7)
3. Doctrine et fruits du communisme (8 à 24)
  1. La doctrine (8 à 14)
  2. La diffusion (15 à 18)
  3. Conséquences douloureuses (19 à 23)
  4. Une pensée paternelle pour les peuples opprimés, en Russie (24)
4. La lumineuse doctrine de l'Église (25 à 38)
  1. La réalité suprême : Dieu (26)
  2. Nature de l'homme et de la famille d'après la raison et la foi (27 à 28)
  3. Nature de la société (29 à 33)
  4. Beauté de la doctrine de l'Église (34 à 35)
  5. Est-il vrai que l'Église n'a pas agi en conformité avec sa doctrine ? (36 à 38)
5. Remèdes et moyens (39 à 59)
  1. Renouveau de vie chrétienne (41 à 54)
  2. Étude et diffusion de la doctrine sociale (55 à 56)
  3. Se prémunir contre les ruses du communisme (57 à 58)
  4. Prière et pénitence (59)
6. Ministres et auxiliaires de cette œuvre sociale de l'Église (60 à 82)
  1. Les prêtres (60 à 63)
  2. L'action catholique (64 à 66)
  3. Organisations auxiliaires (67)
  4. Organisations professionnelles (68 à 69)
  5. Appel aux ouvriers chrétiens (70)
  6. Nécessité de la concorde entre catholiques (71)
  7. Appel à tous ceux qui croient en Dieu (72)
  8. Devoirs de l'état chrétien (73 à 79)
  9. Appel paternel aux égarés (80)
  10. Saint Joseph, modèle et patron (81 à 82)

L'encyclique vise « le communisme bolchevique et athée, qui prétend renverser l'ordre social et saper jusque dans ses fondements la civilisation chrétienne ».
Après avoir rappelé les précédentes condamnations, elle dénonce la doctrine communiste :
« Le communisme d'aujourd'hui, d'une manière plus accusée que d'autres mouvements semblables du passé, renferme une idée de fausse rédemption. Un pseudo-idéal de justice, d'égalité et de fraternité dans le travail imprègne toute sa doctrine et toute son activité d'un certain faux mysticisme qui communique aux foules, séduites par de fallacieuses promesses, un élan et un enthousiasme contagieux, spécialement en un temps comme le nôtre, où par suite d'une mauvaise répartition des biens de ce monde règne une misère anormale. »

## Conséquences et postérité
Lors de la Seconde Guerre mondiale, les gouvernements de l'Axe ont espéré profiter de la dénonciation du communisme contenue dans l'encyclique pour conférer à l'invasion de l'URSS un statut de croisade anti-bolchevique. Malgré les pressions de l'ambassadeur d'Italie Attolico, le Saint-Siège se refuse à renouveler la condamnation du communisme arguant que « parler aujourd'hui pourrait facilement avoir un caractère politique tandis que le Saint-Siège a parlé clair tempore non suspecto ». Reprochant aussi bien au Reich allemand son alliance passée avec l'URSS et « la véritable persécution [que] le nazisme a mené et continue à mener », le secrétaire d'état Tardini conclut que « la croix gammée n'est pas… précisément celle… de la Croisade ».
Avant leur propre entrée en guerre, sur les instances de Churchill, les États-Unis, ont voulu faire bénéficier l'URSS d'un dispositif de prêt-bail pour soutenir sa lutte contre le Reich. Cette initiative se heurte à une forte opposition interne, par exemple celle de l'ancien président Herbert Hoover, mais aussi à l'opposition potentielle des catholiques soucieux de suivre les recommandations de l'encyclique : les Américains d'origine balte ou polonaise étaient particulièrement hostiles à toute mesure favorable à l'URSS. Approché par Myron Taylor (en), envoyé personnel de Roosevelt, le pape Pie XII est alors amené à préciser pourquoi l'encyclique de son prédécesseur n'empêche pas les catholiques américains de soutenir le dispositif. Pie XII demanda alors à son représentant à Washington, Mgr Cicognani, d'intervenir auprès de l'épiscopat américain. Selon l'explication diffusée, si Divini Redemptoris condamne le communisme, c'est uniquement sur le plan théologique parce que Pie XI ne pouvait anticiper le futur conflit entre l'Allemagne et l'URSS ; d'autre part, si le pape interdit aux Américains de collaborer avec les communistes dans leur propre pays de peur de se rendre complices de la diffusion et du triomphe du bolchevisme, il convient de distinguer entre régime soviétique et peuple russe,.